# Delta A (człon rakiety)
Delta A – amerykański człon rakiet nośnych. Była drugim członem rakiet Vanguard i Thor Delta A. Używana na przełomie lat 50. i 60. Napędzany silnikiem rakietowym AJ10-118, na kwas azotowy i niesymetryczną dimetylohydrazynę, UDMH.